# The Black Crowes
The Black Crowes est un groupe américain de rock, originaire d'Atlanta, en Géorgie. Il est formé en 1989 et dissout en 2015. Le groupe s'est reformé en 2020.
Leur rock sudiste est très fortement influencé par des pionniers tels que The Allman Brothers Band et Lynyrd Skynyrd, mais aussi largement ancré dans la musique des Faces, de groupes des années 1960-1970 tels que les Rolling Stones (période Mick Taylor) ou bien encore Led Zeppelin. Leurs influences se dirigent aussi vers les The Velvet Underground dont ils feront quelques reprises comme celle de la chanson Oh! Sweet Nuthin, mais qui se rapprochera malgré tout encore une fois du style sudiste.
En 1990, les lecteurs de Rolling Stone les nomment « meilleur nouveau groupe américain ». Le groupe se place 92e de la liste des « 100 meilleurs groupes de hard rock » établie par VH1. Ils comptent plus de 30 millions d'albums vendus à travers le monde et sont qualifiés par Melody Maker de « plus grand groupe de rock 'n' roll du monde ».

## Historique

### Première formation (1984–1989)
C'est en 1984 que la première incarnation de la bande voit le jour sous le nom Mr. Crowe's Garden à Atlanta, en Géorgie. Initialement, la bande s'accrochait à la célébration du Blues Rock des années 1970. Bien que le groupe ait toujours eu un turn over élevé tout au long de son histoire, la force motrice du groupe a toujours été recentrée sur les frères Robinson (Chris et Rich Robinson). En 1989, le groupe, qui est visiblement inspiré par des groupes comme Buddy Guy, Otis Redding, et Humble Pie, réalise une démo au format cassette signé chez American Recordings (appelée à l'époque Def American).

### Montée en popularité (1990–1995)
Le groupe sort son premier album studio, Shake Your Money Maker en 1990 sous le nom The Black Crowes. Avec des tubes comme Hard to Handle, She Talks to Angels, Jealous Again, Twice as Hard, Sister Luck, et Seeing Things, leur premier album se vend à plus de trois millions d'exemplaires et est certifié multiple disque de platine. Leur reprise de Otis Redding Hard to Handle et leur ballade acoustique She Talks to Angels éclatent en même temps dans le top 30 des charts pop en 1991 alors que Twice As Hard et Jealous Again reçoivent un succès plutôt modéré. Le groupe ouvre pour ZZ Top sur une tournée sponsorisée par la bière Miller, de laquelle ils sont retirés en mars 1991, après les injures verbales venant de Chris et visant la marque de bière. La bande se lance en tournée solo en mai de la même année, et participe un peu plus tard à la tournée 1991 du festival Monsters of Rock, où ils ont ouvert pour des géants comme Mötley Crüe et Queensrÿche, entre autres.
Après avoir remplacé le guitariste Jeff Cease par Marc Ford du groupe de blues rock Burning Tree, la bande sort en 1992 son deuxième opus intitulé The Southern Harmony and Musical Companion. L'album se place à la première place sur le classement Billboard Top 200 albums. Les efforts payent et engendrent les singles Remedy, Sting Me, Sometimes Salvation et Hotel Illness. Remedy et Thorn in My Pride brisent en même temps le top 100 en 1992. En raison d'un manque d'orgue dans leurs premiers albums, le groupe engage un claviériste, Eddie Harsch. Il devient un membre permanent du groupe à compter de la tournée High as the Moon.
En 1994, le groupe sort Amorica, leur troisième album, un an après l'enregistrement de l'album inédit Tall (celui-ci ne sera jamais pressé). Bien que Amorica ait échoué dans la production de single, l'album sera finalement disque d'or, avec une vente de plus de 500 000 exemplaires, la couverture de l'album en vedette, une photo montrant les poils pubiens d'une femme,. La pochette censurée, certains magasins font le choix de ne pas vendre l'album, ce qui donnera naissance à une autre version de celle-ci publiée simultanément avec un fond noir. En tournée pour soutenir Amorica, le groupe a ouvert pour Grateful Dead à Tampa, le 7 avril 1995. Le  22 juillet 1995, ils ouvrent pour les Stones à Gijón (Asturies) et se plantent en attaquant par de nouveaux titres lents, enlisés pour la suite du concert avec l'impression qu'ils jouent chacun dans leur coin, sans rappel.

### Mi-parcours (1996–2001)

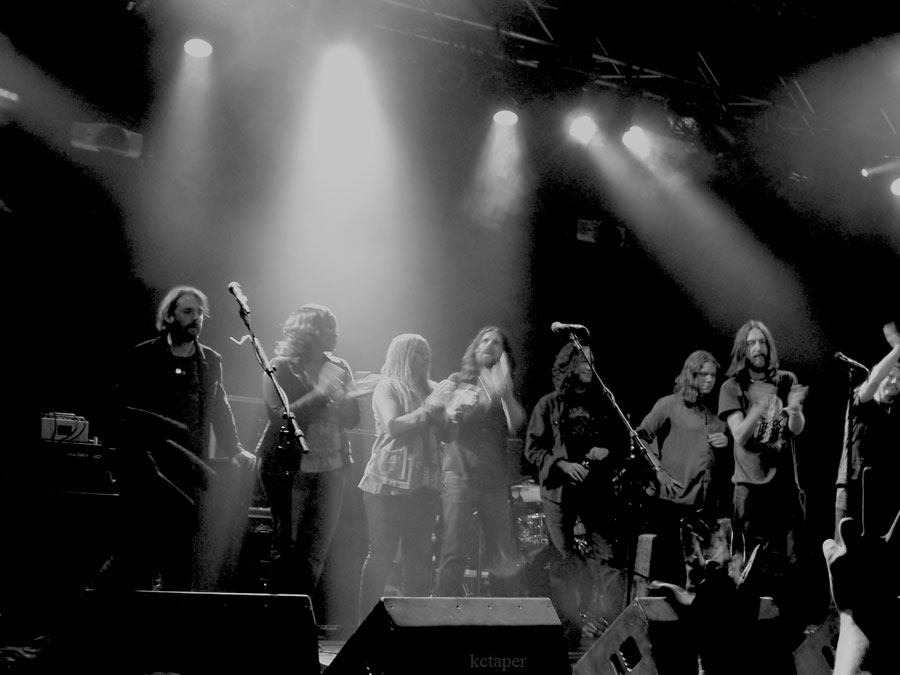
The Black Crowes en concert.

Three Snakes and One Charm sort en juillet 1996, avec le single Blackberry qui tourne en boucle sur les antennes radio et vidéo de MTV. Pour soutenir l'album, le groupe joue, en été 1997, au Furthur Festival, avec Ratdog, Bruce Hornsby entre autres. Durant cette période, le groupe enregistre un album presque complet intitulé Band, mais celui-ci est mis au rebut. Le guitariste Marc Ford et le bassiste Johnny Colt quittent le groupe, ce qui sonne la dissolution de la formation originale des Black Crowes. Les titres inédits Tall et Band font surface dans réseaux parallèles et sont ensuite publiés officiellement sous la forme d'une compilation intitulée The Lost Crowes (2006).
Le groupe se reforme, ajoutant Sven Pipien à la basse avant les sessions d'enregistrement suivante. By Your Side est publié en janvier 1999. L'album dépouille les sons les plus aventureux de Amorica et Three Snakes and One Charm en faveur de chansons plus légères. L'approche de l'album, plus mainstream, engendre des titres tels que Kickin' My Heart Around, Only a Fool, et Go Faster. Audley Freed, ancien guitariste de Cry of Love, intègre le groupe lors de l'enregistrement de By Your Side, mais n'est pas présent pour les autres sessions. À sa publication, l'album semblait prometteur, avec des singles comme Kickin 'My Heart Around qui atteint la place no 3 sur le Billboard Mainstream Rock Tracks. Les Black Crowes passent une grande partie de l'année 1999 en tournée pour promouvoir leur album, mais finalement, By Your Side ne se vendra pas à plus de 300 000 exemplaires.
En octobre 1999, le groupe est rejoint par le guitariste de Led Zeppelin, Jimmy Page, pour deux concerts à New York et Los Angeles, ce qui donnera un album live, Live at the Greek (sur TVT Records et Music Maker). En raison de problèmes contractuels avec Columbia, l'album réalisé avec Page compte une chanson de moins. Cette collaboration est suivie d'une grande tournée en compagnie de The Who à l'été 2000, au cours de laquelle Pipien est remplacé par Greg Rzab. Après la tournée, le chanteur du groupe, Chris Robinson se marie avec l'actrice Kate Hudson (elle tient le rôle de Penny Lane dans le film autobiographique de Cameron Crowe, Presque célèbre, sortie en 2000) le 31 décembre 2000, avant de retourner enregistrer le sixième album studio du groupe.
En mai 2001, le groupe sort l'album Lions sur le label Virgin de Richard Branson. À eux seuls, les singles Lickin et Soul Singing assurent une solide présence de l'album sur les radios rock et celui-ci se classe no 20 dans les charts. Le groupe se lance dans une tournée d'un mois (11 mai au 11 juin 2001) intitulée The Tour of Brotherly Love pour laquelle ils joueront en compagnie de Oasis et Spacehog. Avant les deux concerts de Los Angeles (Live at the Greek) de la tournée, The Black Crowes entre au Hollywood's Rock Walk of Fame, qui honore les artistes et les artisans de l'histoire du rock. Le guitariste du groupe Oasis Noel Gallagher et Slash (connu en tant que guitariste du groupe Guns N' Roses ou bien encore Velvet Revolver), étaient présents pour la cérémonie.
Dans le reste de l'année 2001, pour soutenir leur album, le groupe se retrouve en tête d'affiche de la tournée Listen Massive, qui s'étend sur l'Europe et le Japon, avant de conclure avec 36 shows aux États-Unis. Finalement, le groupe se dissout en janvier 2002 après le départ du batteur Steve Gorman, forcé d'annoncer une pause pour le groupe.

### Carrières solo avant réunion (2002–2005)

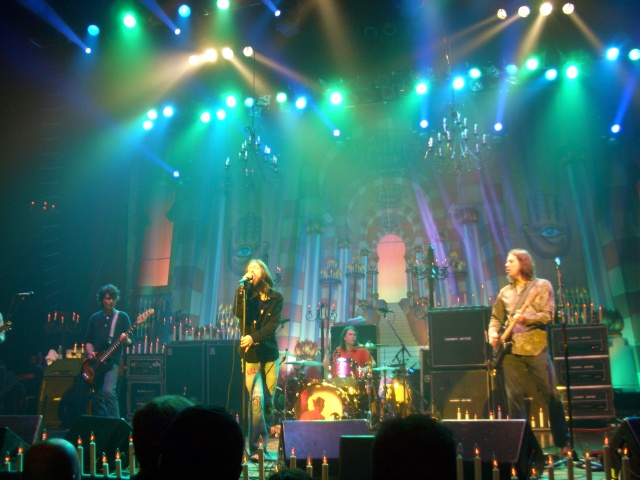
The Black Crowes en concert au Hammerstein Ballroom, en 2005.

À la suite de l'annonce du groupe, le chanteur Chris Robinson révèle ses plans de projet solo, voient ainsi le jour deux albums sous le label Redline Entertainment : le premier, New Earth Mud sorti en 2002, et This Magnificent Distance en 2004. Les deux albums sont soutenus par des tournées avec deux groupes différents, dont le dernier comprenait l'ancien guitariste du groupe Audley Freed. Un album live (avec le bassiste Andy Hess) enregistré durant deux shows à l'Orpheum Theatre de Boston en 2001 voit le jour en août 2002. Certains membres de la bande se réunissent pour jouer Sometimes Salvation en compagnie de Gov't Mule à la cérémonie des Jammy Awards de 2004. Pendant ce temps, Rich Robinson formée un groupe éphémère portant le nom de Hookah Brown avant de sortir son propre album solo, Paper, en 2004. Rich part en tournée avec son groupe (Big Sugar à la guitare, Gordie Johnson à la basse et Bill Dobrow à la batterie) pour la promotion de son album.
Au début de 2005, les frères Robinson accompagné de Eddie Harsch reforment le groupe, ce qui entraine le retour de Marc Ford et Sven Pipien au sein des Crowes (à noter l'absence d'un des membres fondateurs, Steve Gorman), et pour terminer, Bill Dobrow, du groupe solo de Rich, à la batterie. Le poste de celui-ci sera de courte durée, marqué par le retour inattendu de Gorman au cours d'un show de quatre nuits au Tabernacle à Atlanta. Le groupe revigoré continue de tourner tout au long de 2005, au programme une tournée d'été en ouverture pour Tom Petty and the Heartbreakers et cinq nuits à guichets fermés au Fillmore à San Francisco. Le deuxième spectacle au Fillmore est filmé en haute définition et enregistré pour une émission spéciale HDNet intitulée  Freak 'n' Roll into the Fog, publié plus tard en 2006 sur DVD, Blu-ray et CD audio.

### Dernières années (2006–2015)

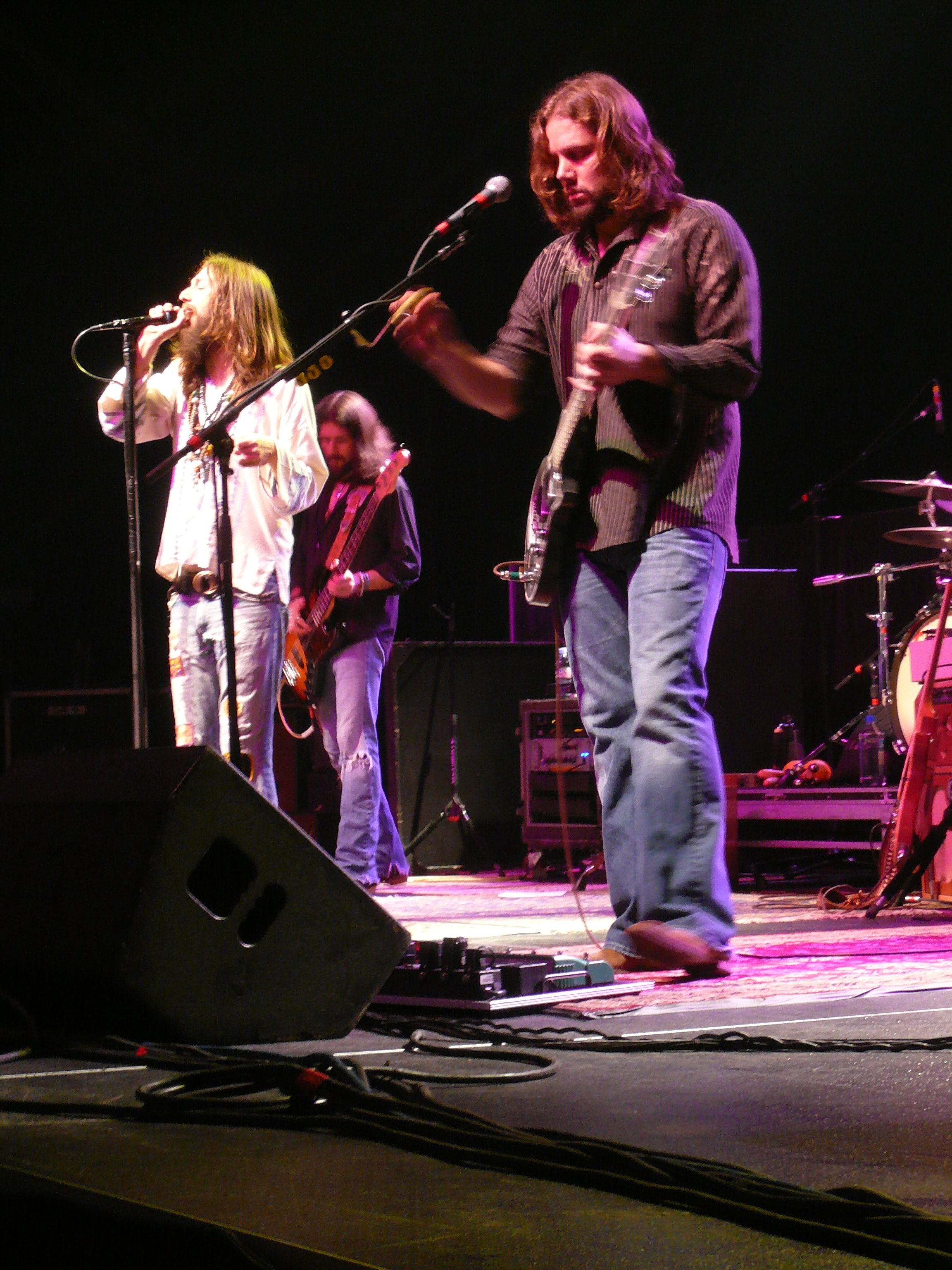
The Black Crowes au Verizon Wireless Theater, en 2007.

À l'automne 2006, le groupe vire Eddie Harsch et voit le départ du guitariste Marc Ford, qui prévient celui-ci par simple fax au beau milieu d'une tournée d'automne. Rob Clores et Paul Stacey intègrent le groupe, respectivement au clavier et à la guitare (ceux-ci ne resteront membres que durant très peu de temps). C'est en août 2007 que le groupe présente le nouveau claviériste, Adam MacDougall, qui remplace donc Clores après moins d'un an de tournée aux côtés des Crowes. En outre, le groupe invite le guitariste Luther Dickinson des North Mississippi Allstars à jouer sur la tournée de leur prochain enregistrement. Dickinson a officiellement remplacé en tant que guitariste Stacey en novembre 2007.
Un concert au Roxy de Los Angeles a été enregistré en 2006 au terme de trois nuits, (Chris et Rich Robinson effectuant principalement des sets acoustiques) et publié le 10 juillet 2007. L'album comporte des performances des anciens et nouveaux membres du groupe. Celui-ci n'a pas été enregistré sous le nom du groupe mais sous Brothers of a Feather.
Le groupe sort enfin le premier single intitulé Goodbye Daughters of the Revolution, tiré de l'album à venir. Warpaint enregistré, celui-ci se retrouve dans les bacs et sur les plateformes de téléchargement légal le 4 mars 2008, publié de manière indépendante sur le propre label du groupe Silver Arrow Records. L'album est acclamé par la critique ce qui lui fait gagner la place de no 5 sur le Billboard, meilleur album du groupe en tête des charts depuis The Southern Harmony and Musical Companion. Le groupe lance une tournée internationale le 24 mars de la même année, juste après le East Coast Blues and Roots Music Festival se déroulant en Australie. Les Crowes poursuivent donc avec l'Australie et la Nouvelle-Zélande - les premiers concerts officiels depuis 1992 - le 5 avril, avant de partir à destination du Vieux Continent au printemps. La tournée américaine, quant à elle, débute en mai pour se terminer en décembre au terme d'un show de cinq nuits au Fillmore à San Francisco.
Fait d'importance majeure, le groupe lance le 31 mars 2008 un site de téléchargement (liveblackcrowes.com) permettant l'accès à une grande partie des archives de leurs performances en MP3, FLAC, avec la possibilité d'obtenir une copie pressé sur CD (uniquement pour les États-Unis). Afin d'inciter les gens à venir faire un tour sur celui-ci, le groupe a offert un téléchargement de deux disques de la tournée des clubs 2008 au format MP3 aux 10 000 premiers visiteurs inscrits. Le 28 avril 2009, le groupe sort un double album live intitulé Warpaint Live. Le premier disque se compose de l'album Warpaint joué dans son intégralité, tandis que le deuxième est composé de grands classiques du catalogue du groupe. La performance est enregistrée le 20 mars 2008, au Wiltern Theater de Los Angeles. Un DVD du concert est publié le 30 juin 2009 (sorti également au format Blu-ray).
Le 31 août 2009, sort le huitième album studio, Before the Frost...Until the Freeze. Celui-ci est un double album, mais ne contient qu'un seul disque (Before the Frost...), la seconde partie (...Until the Freeze) n'étant pas encore totalement bouclée, néanmoins, un code inscrit sur une carte permettra de télécharger gratuitement celle-ci via internet au format MP3 ou FLAC. Il est à noter qu'à ce jour, aucune version CD de ...Until the Freeze n'a vu le jour, seule la version vinyle est un double album qui comprend toutes les chansons, mais dans un ordre différent. Ces albums sont le résultat de cinq jours d'enregistrement aux Levon Helm Studios.
Le 21 avril 2010, le groupe annonce la date de sortie du 3 août pour le double album acoustique intitulé Croweology, ainsi que les dates de la tournée très spéciale Say Good Night to the Bad Guys, présenté sous la forme d'une série de concerts en deux parties égales de 90 minutes : une acoustique et une électrique. Une pause pour le groupe suivra la tournée. Pour coïncider avec la sortie de Croweology, The Black Crowes publie sur son site une série de webisodes intitulée 20 Years of Tall Tales divisée en 29 parties. Diffusés au rythme de un épisode par jour durant le mois d'août, les webisodes présentent Chris Robinson discutant sur les réflexions et les points clés dans l'histoire du groupe.
Le 16 janvier 2015, Rich Robinson annonce la séparation du groupe. La raison invoquée est d'ordre financier et liée à un conflit au niveau des parts détenues par les musiciens dans le groupe.

## Procès
Le 30 juillet 2008, The Black Crowes intente une action en justice contre la chanteuse de country Gretchen Wilson, affirmant qu'elle enfreint les droits d'auteur pour la chanson Jealous Again. La poursuite comprend aussi les réclamations contre Sony BMG, sa maison de disques, J Money Music, son éditeur, et TNT, qui utilise la chanson dans les publicités promotionnelles pour la série télévisée Saving Grace. Ils affirment que Wilson a copié les Crowes en enregistrant Work Hard, Play Harder. Ni Wilson, ni aucun porte-parole de celle-ci n'ont pris la parole sur la poursuite, mais Pete Angelus, le manager du groupe, clame haut et fort : « Nous trouvons que les versets musicaux de la chanson de Wilson sont un exemple évident de la violation du droit d'auteur, et nous devons parvenir à une résolution relativement rapide pour éviter les litiges ».

## Discographie
Albums studio
- 1990 - Shake Your Money Maker
- 1992 - The Southern Harmony and Musical Companion
- 1994 - Amorica
- 1996 - Three Snakes and One Charm
- 1999 - By Your Side
- 2001 - Lions
- 2008 - Warpaint
- 2009 - Before the Frost...Until the Freeze
- 2024 - Happiness Bastards

## Tournées
- Shake Your Money Maker Tour (1990–1991)
- High As the Moon Tour (1992)
- Amorica or Bust Tour (1994–1995)
- Three Snakes and One Charm Tour (1996–1997)
- Furthur Festival (Headlining Band) (été 1997)
- By Your Side Tour (1998–1999)
- Excess All Areas Tour (avec Jimmy Page) (1999–2000)
- Tour of Brotherly Love (mi-2001)
- Listen Massive Tour (fin 2001)
- All Join Hands Tour (2005–2006)
- Brothers of a Feather Tour (2006)
- Summer Tour (2006)
- Fall Tour (2006)
- Untitled Tour (2007)
- Warpaint "One Night Only" Mini-Tour (début 2008)
- Euphoria or Bust Tour (2008)
- Stuck inside Utopia Tour (2009)
- Say Goodnight to the Bad Guys Tour (2010)
- Lay Down With number 13 (2013)

## Membres

### Derniers membres
- Chris Robinson – chant (1989–2002, 2005–2015)
- Rich Robinson – guitare (1989–2002, 2005–2015)
- Steve Gorman – batterie (1989–2002, 2005–2015)
- Sven Pipien – basse (1997–2000, 2005–2015)
- Adam MacDougall – claviers (2007–2015)
- Jackie Greene – guitare (2013–2015)

### Anciens membres
- Johnny Colt – basse (1989–1997)
- Jeff Cease – guitare (1989–1991)
- Eddie Harsch – claviers (1991–2002, 2005–2006 ; décédé en 2016)
- Marc Ford – guitare (1991–1997, 2005–2006)
- Audley Freed – guitare (1997–2002)
- Greg Rzab – basse (2000–2001)
- Andy Hess – basse (2001–2002)
- Bill Dobrow – batterie (2005)
- Paul Stacey – guitare (2006–2007)
- Rob Clores – claviers (2006–2007)
- Luther Dickinson - guitare (2007–2011)